# The Speed Limit (film 1926)
The Speed Limit è un film muto del 1926 diretto da Frank O'Connor. Prodotto dalla Gotham Productions sotto la supervisione di Renaud Hoffman, il film aveva come interpreti Raymond McKee, Ethel Shannon e l'attore sudafricano Bruce Gordon.

## Trama
Tom Milburn è un appassionato di corse. Adesso sta sperimentando un nuovo tipo di pneumatici che vuole testare durante la prossima gara. L'altra grande passione di Tom è la bella Bess Stanton, ma questa lo trascura, sembrando più interessata a Claude Roswell, possessore di una lussuosa Rolls-Royce. I due uomini si scambiano una serie di scherzi e di dispetti che finiscono però per incastrare Tom come ladro d'auto.

Quando il nome di Tom viene riabilitato, il giovane può partecipare alla grande corsa dove metterà a prova le sue nuove gomme. Gli pneumatici si rivelano un successo: lui vince la gara, un contratto regale e, dulcis in fundo, la bella Bess.

## Produzione
Il film fu prodotto dalla Gotham Productions.

## Distribuzione
Il copyright del film, richiesto dalla Lumas, fu registrato il con l'11 febbraio 1926 numero LP22394.
Distribuito dalla Lumas Film Corporation, il film uscì nelle sale statunitensi nel marzo 1926. La Stoll Picture Productions lo distribuì l'11 ottobre 1926 nel Regno Unito. In Brasile, il film prese il titolo Velocidade Louca.

### Conservazione
Copia completa della pellicola si trova conservata negli archivi della Cinémathèque Royale de Belgique di Bruxelles.